# Kremerata Baltica

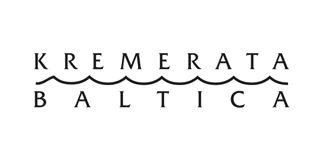
Logo Kremerata Baltica

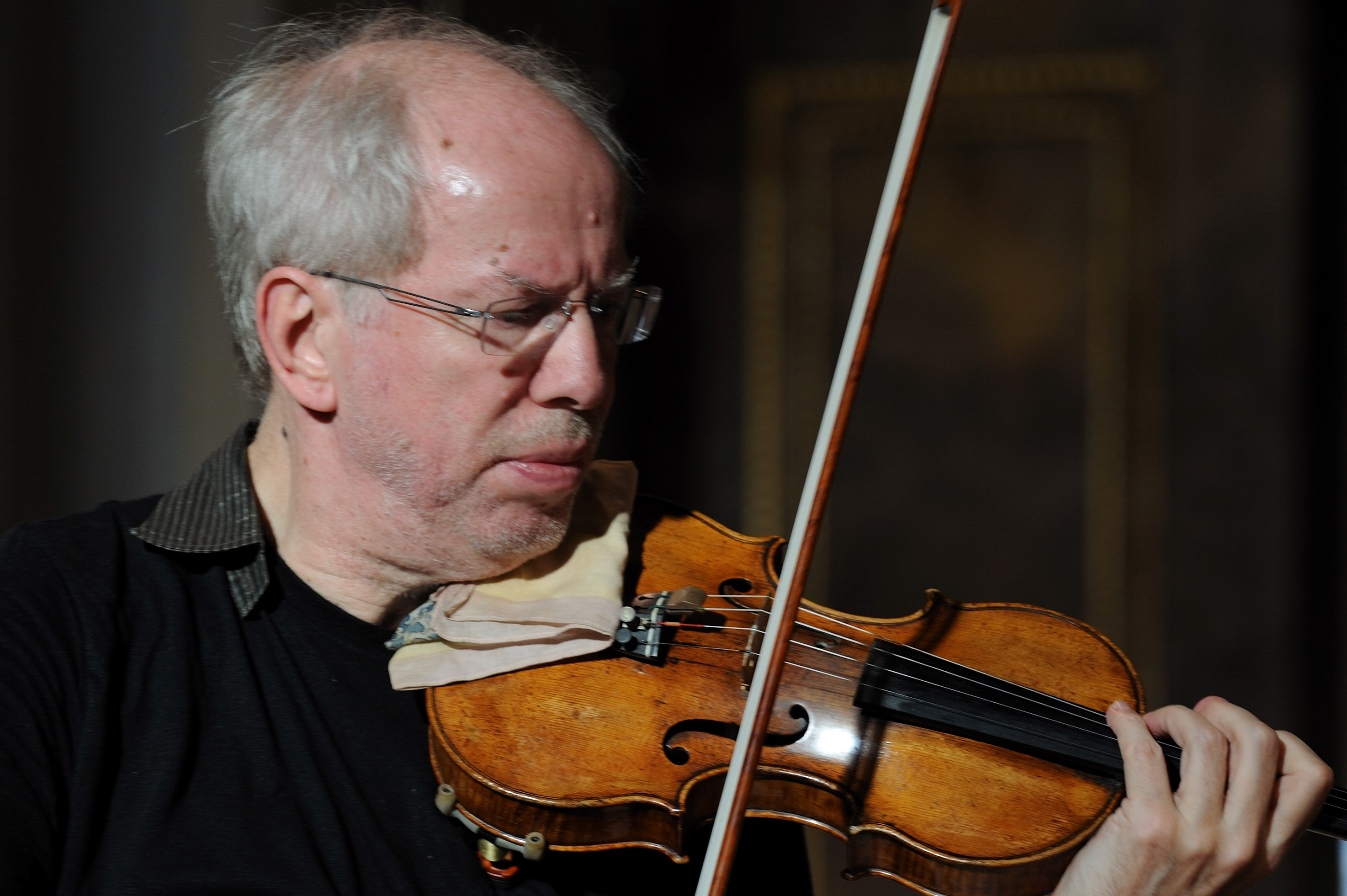
Gidon Kremer 2008

Kremerata Baltica ist ein baltisches Kammerorchester, das 1997 von dem lettischen Geiger Gidon Kremer gegründet wurde und in dem sich Solisten der drei baltischen Staaten Estland, Lettland und Litauen zusammengeschlossen haben. Es dient als Projekt zur Entwicklung baltischer Kultur und der regionalen multinationalen Zusammenarbeit. Gidon Kremer ist auch der künstlerische Leiter.

## Orchester
Der erste Auftritt des Orchesters außerhalb des Baltikums hatte es auf dem ebenfalls von Gidon Kremer gegründeten Kammermusikfest Lockenhaus im Jahr seiner Gründung 1997 in Österreich, es beeindruckte durch Professionalität und Spielfreude.
Das Ensemble Kremerata Baltica gab seit seinem Bestehen mehr als 70 Konzerte in Deutschland, Österreich, der Schweiz, Großbritannien, Japan, den Vereinigten Staaten und weiteren Ländern. In namhaften Konzertsälen, Opernhäusern und Festivals wie der Carnegie Hall in den USA, Schloss Schloss Neuhardenberg in Brandenburg, Schloss Elmau in Klais, der Philharmonie Gasteig in München, Schloss Esterházy, Lockenhaus, Wiener Musikverein, Rudolfinum in Prag, der Royal Albert Hall gab das Orchester seine Visitenkarte ab.
Festival-Stationen des Orchesters waren unter anderem die Salzburger Festspiele, das Schleswig-Holstein Musik Festival, das Festival des Prager Frühlings, The Proms in London, die Festspiele Mecklenburg-Vorpommern usw. Ein eigenes Festival veranstaltet Kremerata Baltica seit 2003 in Sigulda in Lettland.
Nachdem das Orchester schon im Jahr 2000 in der Los Angeles Concert Hall gastierte, feierte es dort 2017 sein zwanzigjähriges Jubiläum und den siebzigsten Geburtstag Gidon Kremers, das den Reporter der Los Angeles Times John von Rhein zu dem Kommentar veranlasste, dass die festliche Darbietung nur durch das ungehemmte Husten einiger Personen im Publikum gestört wurde. It was a happy occasion, marred only by the unrestrained coughing of some audience members.
Gidon Kremer als künstlerischer Leiter des Klangkörpers verpflichtet auch immer wieder prominente Solisten, die das Orchester von Fall zu Fall mit ihrem Repertoire unterstützen. Dazu zählen zum Beispiel die Sopranistin Jessye Norman; die Pianistin Martha Argerich und Pianisten Mikhail Pletnev, Evgeny Kissin, Oleg Maisenberg, Daniil Trifonov; die Geiger Thomas Zehetmair, Vadim Repin und Tatiana Grindenko; die Cellisten Boris Mironowitsch Pergamenschtschikow, Yo-Yo Ma, Mischa Maisky, David Geringas; und die Dirigenten Sir Simon Rattle, Esa-Pekka Salonen, Christoph Eschenbach, Kent Nagano, Heinz Holliger, Vladimir Ashkenazy, Mirga Gražinytė-Tyla.
Aus Anlass des siebten Jahrestages der Ermordung Anna Politkowskajas wurde am 9. Oktober 2013 von deutschen Künstlern in Berlin den Opfern politischer Verfolgung in Russland gedacht. Im Rahmen dieses Ereignisses gestaltete Kremer mit seinem Ensemble und der künstlerischen Unterstützung durch Daniel Barenboim, Martha Argerich, Khatia Buniatishvili, Daniel Pahud und Sergei Nakariakov ein vielbeachtetes Konzert, das er mit dem Titel To Russia with Love im Kammermusiksaal der Berliner Philharmonie zur Aufführung brachte.
Ebenfalls 2013 arbeiteten Kremer und Kremerata Baltica eng mit dem bekannten russischen Clown und Pantomimen Slava Polunin und seiner Academy of Fools zusammen. Schließlich startete das Ensemble mit Kremer und dem russischen Maler, Polemiker und Philosophen Maxim Kantor das Projekt Masks and Faces. Die vorerst letzte Zusammenarbeit Kremers mit seinem Orchester begann 2015 unter dem Schlagwort Pictures from the East und mit dem syrischen Bildhauer Nizar Ali Badr, thematisiert die kriegerische Situation im Nahen Osten und die damit einhergehende Flüchtlingsproblematik in Europa.
Ein besonderes Augenmerk wirft Gidon Kremer mit seiner Kremerata Baltica auf Kompositionen, die oft außerhalb des Mainstreams wenig Aufmerksamkeit genießen. Dies gab Anlass zu zahlreichen Uraufführungen von Komponisten wie Arvo Pärt, Gija Kantscheli, Pēteris Vasks, Leonid Desyatnikov, Alexander Raskatov, Artūrs Maskats.
Das Kammerorchester wird von den drei baltischen Staaten finanziell unterstützt.

## Auszeichnungen
- Gewinner Anna Vinnitskaya/Kremerata Baltica ECHO Klassik 2016 in der Kategorie Schostakowitsch: Klavierkonzerte, Konzerteinspielung[15]
- Gewinner Gidon Kremer And KREMERata BALTICA ECHO Klassik 2002 in der Kategorie Kammermusik-Einspielung des Jahres – Music Group Germany 2002[15]
- Grammy Award nomination in 2015 for recording “Mieczysław Weinberg” (ECM New Series, 2014) in the category of Classical Music: Best Classical Compendium
- Grammy Award in 2002 for recording “After Mozart” (Nonesuch, 2001) in the category of Classical Music: Best Small Ensemble Performance
- Praemium Imperiale Grant for Young Artists in 2009[16]
- Daily Latvian newspaper's "Diena" annual prize in culture in 2004, 2012
- The supreme Latvian state award in music "The Grand Music Award (LMB)" 1999, 2004